# Nagykikinda község
Nagykikinda község (szerbül Општина Кикинда / Opština Kikinda) község (járás) Szerbiában, a Vajdaságban, az Észak-bánsági körzetben. Központja Nagykikinda. A községben 15 általános és 4 középfokú oktatási intézmény működik.

## Földrajz
A község (járás) területe 782 km². Földrajzilag az Alföldön, a  Temesközben, a bánáti tájegységében fekszik.
Északkeleten Romániával, keleten Magyarcsernye, délkeleten Bégaszentgyörgy, délen Nagybecskerek, délnyugaton Törökbecse, nyugaton Ada, északnyugaton Csóka községgekkel (járásokkal) határos.

## Települések
A községhez (járáshoz) 10 település tartozik, közülük Nagykikinda város, a többi falu.
| Nagykikinda község térképe (szerbül) |                      |                      |                     |
| Magyar név                           | Szerb név (cirill)   | Szerb név (latin)    | Népesség (fő, 2022) |
| Basahíd                              | Башаид               | Bašaid               | 2580                |
| Bánátnagyfalu                        | Банатско Велико Село | Banatsko Veliko Selo | 2008                |
| Homokrév                             | Мокрин               | Mokrin               | 4540                |
| Nagykikinda                          | Кикинда              | Kikinda              | 32084               |
| Nákófalva                            | Наково               | Nakovo               | 1444                |
| Szaján                               | Сајан                | Sajan                | 880                 |
| Torontáloroszi                       | Руско Село           | Rusko Selo           | 2146                |
| Torontáltószeg                       | Нови Козарци         | Novi Kozarci         | 1475                |
| Tiszahegyes                          | Иђош                 | Iđoš                 | 1520                |
| Töröktopolya                         | Банатска Топола      | Banatska Topola      | 649                 |

## Népesség
| 1948   | 1953   | 1961   | 1971   | 1981   | 1991   | 2002   | 2011   | 2022   |
| ------ | ------ | ------ | ------ | ------ | ------ | ------ | ------ | ------ |
| 64 251 | 64 685 | 68 562 | 68 915 | 69 864 | 69 743 | 68 258 | 59 453 | 49 326 |

### Etnikai összetétel
A legnagyobb nemzetiségek és etnikai csoportok létszáma (fő):
| Nemzetiség  | Év   | Év     | Év     |
| Nemzetiség  | 2002 | 2011   | 2022   |
| ----------- | ---- | ------ | ------ |
| szerbek     |      | 44 846 | 37 399 |
| magyarok    |      | 7 270  | 4 856  |
| cigányok    |      | 1 981  | 1 620  |
| jugoszlávok |      | 331    | 349    |